# 1974 au théâtre
| Années du théâtre : 1971 - 1972 - 1973 - 1974 - 1975 - 1976 - 1977    |
| Décennies du théâtre : 1940 - 1950 - 1960 - 1970 - 1980 - 1990 - 2000 |

Cet article présente les faits marquants de l'année 1974 au théâtre.

## Événements
- Le Théâtre des Bouffes-du-Nord rouvre ses portes à Paris grâce à l'acharnement que mettent à le rénover Micheline Rozan et Peter Brook[1].
- Benno Besson, héritier de Bertolt Brecht, est nommé directeur artistique de la Volksbühne Berlin.

## Pièces de théâtre représentées
- 15 février - 2 mars : Mes adieux au music-hall, premier one-man-show de Coluche, présenté à l'Olympia.
- 19 août : L'Amour fou ou la première surprise d'André Roussin, mise en scène Michel Bertay, Théâtre Hébertot
- 23 avril : Isabella Morra d'André Pieyre de Mandiargues, mise en scène Jean-Louis Barrault, Théâtre d'Orsay
- Duos sur canapé de Marc Camoletti, mise en scène de l'auteur, Théâtre Michel (reprise)
- Le Sexe faible d'Édouard Bourdet, mise en scène Jean-Laurent Cochet, Théâtre de l'Athénée-Louis-Jouvet

## Décès
- 2 janvier : Jacques-Henri Duval (°1919)
- 6 juillet : Francis Blanche (°1921)
- 30 octobre : Germaine de France (°1891)